# Pañuelo arcoíris

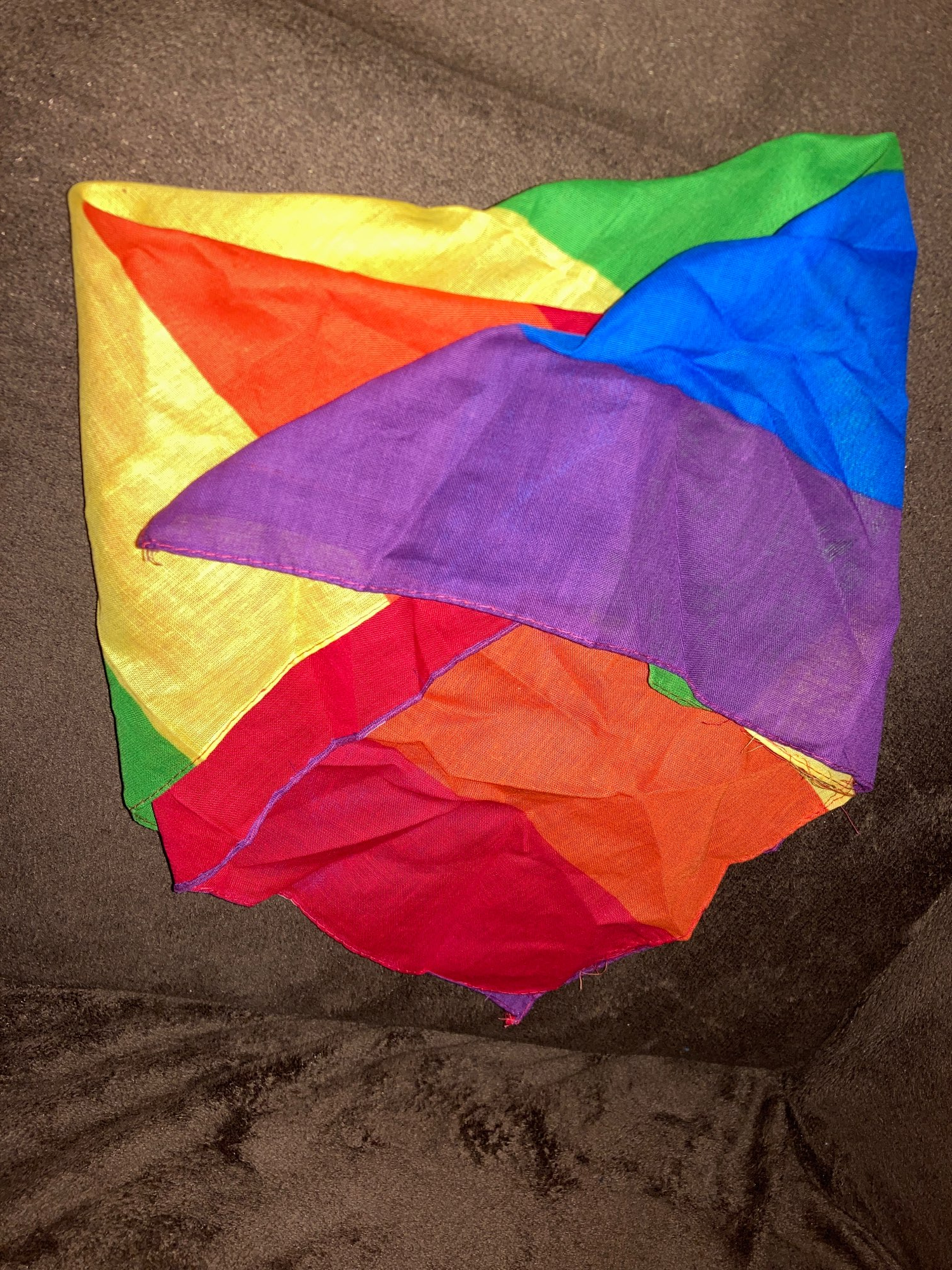
Pañuelo multicolor, símbolo de la visibilidad LGBT

El pañuelo arcoíris, pañuelo LGBT o bandana LGBT es un medio de comunicación no verbal usado en el ámbito social para visibilizar y señalar la pertenencia del portador a la diversidad sexual y de género.
Es también un símbolo de la lucha por los derechos LGBT, tales como la despenalización de la homosexualidad, el reconocimiento del matrimonio entre personas del mismo sexo, permitir la adopción homoparental, el reconocimiento de todas las formas de familia, normativas contra la discriminación y la violencia de género, contra el acoso escolar y de no discriminación para proteger a niños y estudiantes LGBT, la prohibición de terapias reparadoras o de conversión, derechos migratorios para personas LGBT, legislación contra delitos de odio y el discurso de odio, igualdad en la edad de consentimiento sexual, acceso a las técnicas de reproducción asistida, el reconocimiento de la autodeterminación del género a las personas transgénero (incluyendo el acceso a la cirugía de reasignación de sexo y terapia de sustitución hormonal), el reconocimiento legal y adaptación en documentos oficiales del género reasignado, permitir a personas LGBT servir abiertamente en las fuerzas armadas. y permitir que personas que tienen sexo con alguien de su mismo sexo puedan donar sangre.
Fue creado hacia mediados del año 2010 en Estados Unidos y popularizado en Latinoamérica desde el 2011. Está inspirado en el código de pañuelos creado por estadounidenses a principios de los años 1970, como parte del argot LGBT.

## Orígenes
Está inspirado en el trabajo de Gilbert Baker quien diseñó la bandera del arcoíris en 1978 para la celebración de la libertad homosexual en San Francisco. La bandera no muestra un arcoíris real. El autor se inspiró en varias fuentes como el movimiento hippie y el Movimiento por los Derechos Civiles en Estados Unidos. Los colores se muestran en líneas horizontales con el color rojo en su parte superior y el púrpura en la inferior. Representa la diversidad de la homosexualidad tanto femenina como masculina, respectivamente.
El pañuelo es un simbolismo en miniatura de dicha bandera, con dichos colores en redundancia a lo largo del pañuelo, apareciendo tímidamente en las marchas del orgullo, fue ganando notoriedad, más desde la idea de la visibilización de las diversas orientaciones sexuales y de género, fue así como en 2010 su uso se extendió más allá de dichas marchas, utilizándose como simbolismo social para la visibilización de la comunidad LGBT y la lucha de sus derechos.
El pañuelo multicolor tiene algunas variantes, un pañuelo que representa la bisexualidad con una banda color magenta arriba, una banda azul abajo y una banda más angosta en el centro de color lavanda oscuro y un pañuelo que representa lo transgénero que consiste de cinco bandas horizontales: dos de color celeste, dos rosas y una blanca en el centro.

## Símbolo de protesta

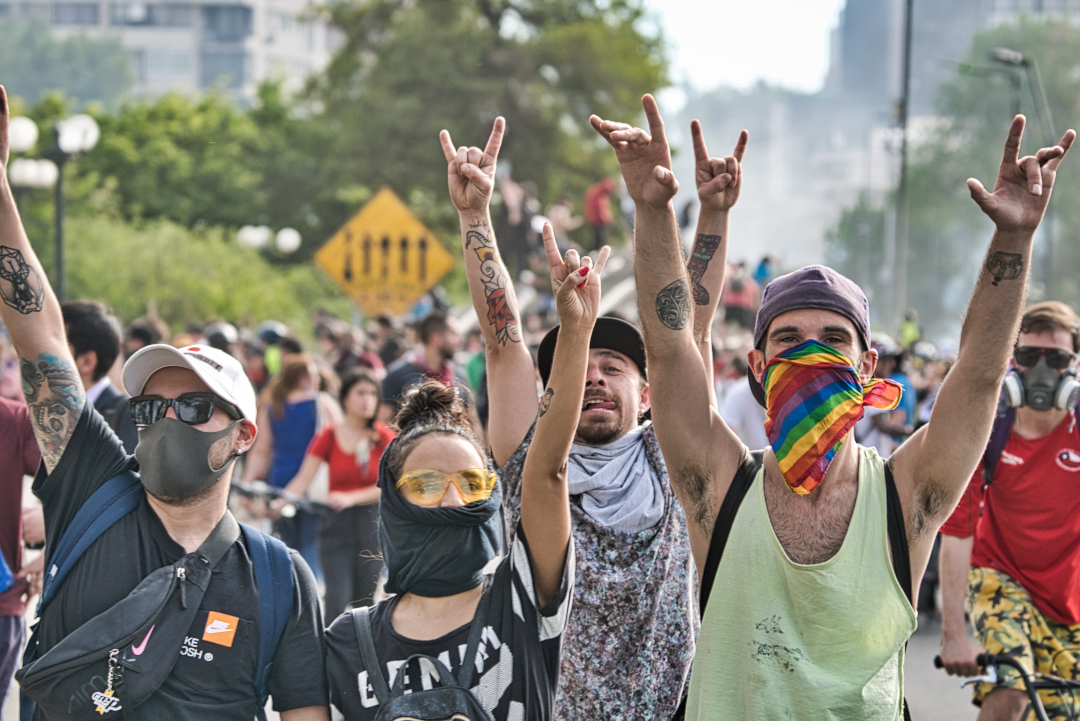
Manifestante usando un pañuelo arcoíris.

Desde el 2017 el símbolo se ha utilizado para diversas manifestaciones, tanto por aquellas que luchaban por directamente por los derechos LGBT por aquellas protestas sociales que involucraban de alguna forma a la diversidad sexual y de género.
En Chile en 2018, se utilizó en su variante transgénero señalando que "Los hombres también abortan" (en referencia a que el derecho al aborto también incluiría a los hombres Transgéneros con capacidad de gestar). En mayo de 2022, el pañuelo fue usado en conjunción con el pañuelo verde en Estados Unidos durante las marchas en defensa del derecho al aborto, amenazado por una posible anulación del fallo Roe versus Wade, revindicando el derecho al aborto de las personas transgénero.
Durante el Estallido social, también se observó a protestantes utilizando dicho símbolo, en particular invocando causas relativas al origen del estallido social, tales como la ausencia de reconocimiento constitucional a todas las formas de familia, la dificultad para acceder a cargos de poder político y los crímenes de odio presentes en Chile.